# Aiko Sugihara
Aiko Sugihara (japanisch 杉原 愛子 Sugihara Aiko; * 19. September 1999 in Higashiōsaka) ist eine japanische Kunstturnerin und Mitglied der Nationalmannschaft. Sie nahm an den Weltmeisterschaften im Kunstturnen 2015 in Glasgow teil. Bei den Olympischen Sommerspielen 2016 war sie Mitglied des japanischen Turnteams. Bei den Weltmeisterschaften 2017 debütierte Aiko Sugihara im Mehrkampffinale auf dem Schwebebalken erfolgreich eine neue Drehung, eine Doppeldrehung mit gespaltenem Bein. Sie sollte nach ihr benannt werden, wenn die FIG diese Fähigkeit anerkennt.